# Objet G
Un objet G est un objet céleste situé près de Sagittaire A*, le trou noir supermassif au centre de la Voie lactée.

## Nomenclature
Le premier objet de ce type, désigné G1, a été découvert en 2005. Les objets semblant analogues et découverts ultérieurement ont alors été désignés G2, G3, etc. Le nom générique d'objet G provient de cette nomenclature.

## Nature
La nature de ces objets reste pour l'heure (janvier 2020) indéterminée. Ces six objets sont probablement de même nature et spécifiques des abords de trous noirs supermassifs. Les objets contiennent de la poussière et du gaz ionisé. Ils ressemblent à des nuages de gaz géants mais avec une densité comparable à une étoile.
Il pourrait s'agir d'étoiles binaires s'étant effondrées l'une sur l'autre.

## Liste
Six objets de ce type sont connus à ce jour (janvier 2020), désignés G1 à G6. Le premier connu, G1, fut découvert en 2005. G2 fut ensuite découvert en 2012. Enfin, la découverte de G3, G4, G5 et G6 fut annoncée en janvier 2020. Ces derniers orbitent à moins de 0,04 parsec du trou noir.